# Filtre à carburant

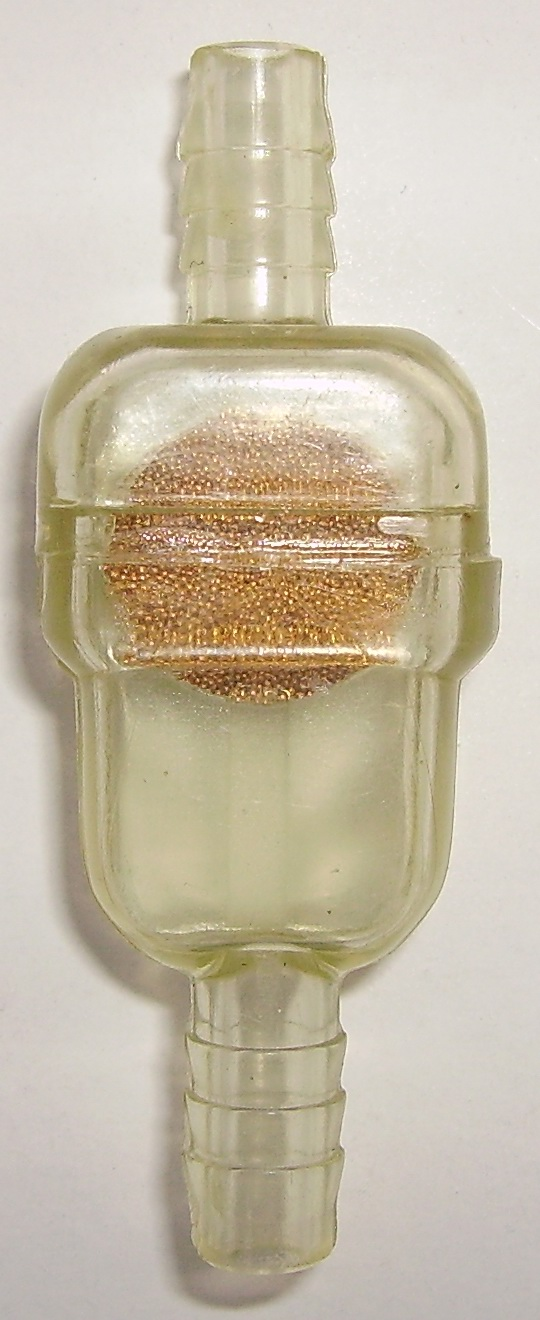
Filtre à essence miniature.

Le filtre à carburant en général, mais aussi le filtre à essence ou le filtre à gazole pour les véhicules pourvus d'un moteur à explosion, permettent d'éliminer le maximum d'impuretés en suspension dans le carburant présent dans le réservoir ou la tuyauterie d'alimentation en carburant. De la qualité du carburant dépend les performances du véhicule, mais aussi sa longévité.

## Composition et forme
Le filtre à carburant peut être composé d'un papier crêpé à porosité contrôlée, plissé et enroulé sur des cartouches. La pâte à papier utilisée pour les filtres à carburant est constituée d'un mélange de fibres de bois dur et de bois tendre. Le grammage du papier est de 50 à 80 g/m2.

## Origine des impuretés

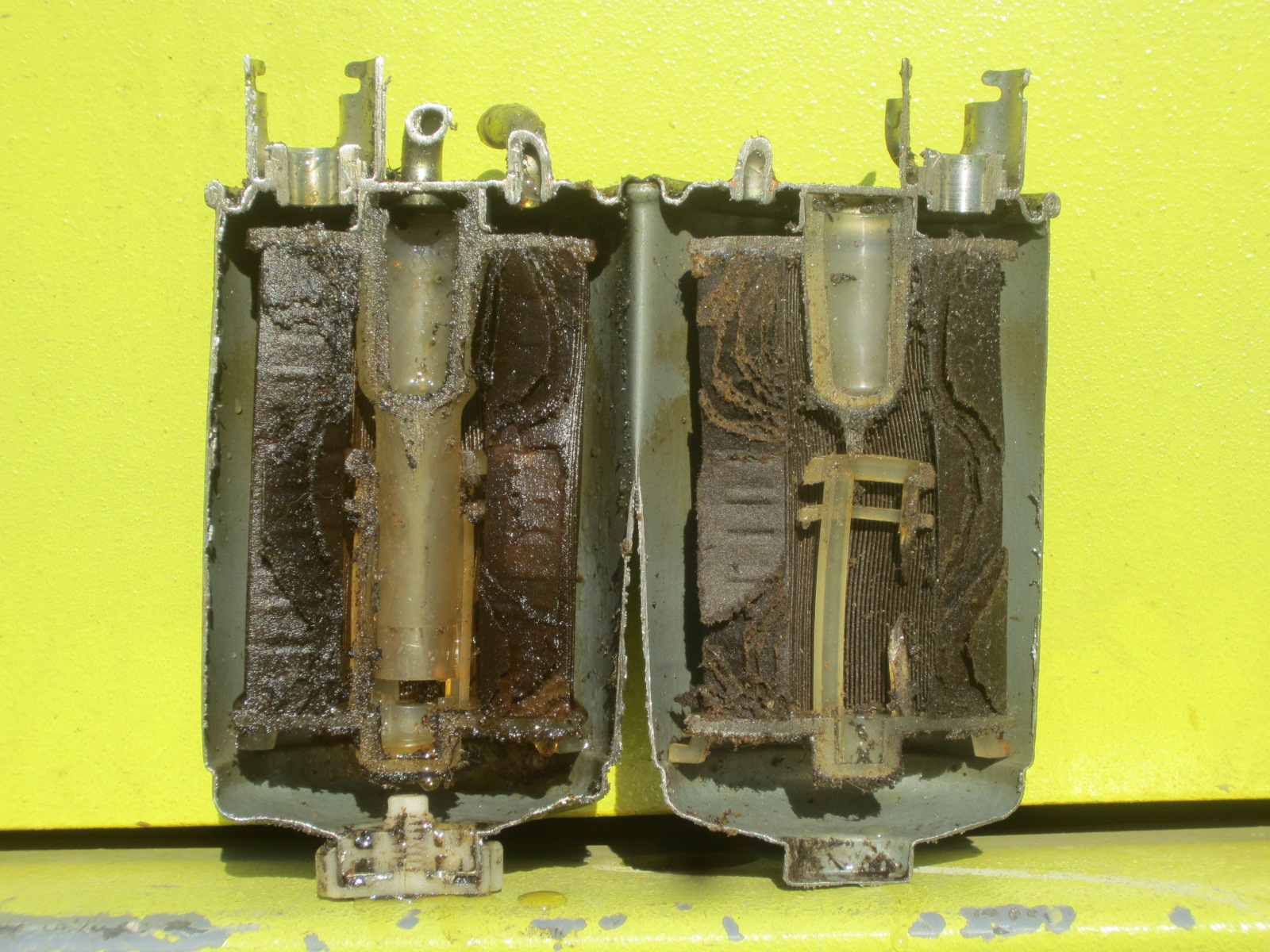
Filtre encrassé coupé en deux (VW Golf 1.9l diesel).

Les impuretés présentes dans le réservoir ou le circuit d'alimentation du véhicule peuvent avoir différentes origines :
- lors de la fabrication des véhicules, certaines particules présentes dans le réservoir, la pompe à carburant ou le circuit de distribution n'ont pu être éliminées efficacement[1] ;
- lors du stockage et de la distribution du carburant, des particules ont pu être intégrées au carburant et ce d'autant plus facilement que l'environnement est poussiéreux. Les particules les plus lourdes vont s'accumuler au fond des réservoirs des stations-service et leur entretien devrait être effectué régulièrement ;
- lors du remplissage du réservoir, des impuretés peuvent être introduites si le matériel utilisé et/ou l'environnement ne sont pas suffisamment propres[4].

## Qualité de la filtration
Le filtre a carburant préserve l'ensemble du circuit de distribution de carburant du réservoir aux injecteurs (ou au carburateur pour les anciens modèles), en filtrant les particules présentes dans le carburant.
Selon le type d'injection du carburant, la filtration doit être plus ou moins efficace. Alors que les véhicules anciens peuvent se satisfaire d'une filtration assez sommaire, les moteurs les plus récents (par exemple injection à rampe commune et injecteurs à commande piézoélectrique) nécessitent une filtration performante.

## Entretien
Quelle que soit la qualité du filtre, il ne sera d'aucune utilité à terme s'il n'est pas remplacé régulièrement. Les préconisations du constructeur sont précieuses néanmoins elles doivent être interprétées en fonction de l'environnement et de la qualité du carburant.